# Figura de colina

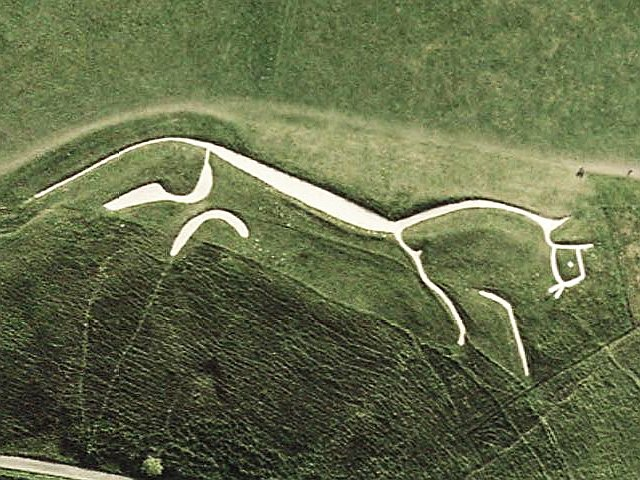
Caballo Blanco de Uffington, ejemplo de figura de colina.

Una figura de colina (hill figure) es una gran representación visual elaborada mediante la realización de zanjas en una ladera cubierta de hierba, de modo que la geología subyacente queda al descubierto. Es, pues, un tipo de geoglifo (enorme dibujo que comprende una amplia extensión de terreno natural), en este caso grabado, y diseñado para ser visto desde una posición superior. En ocasiones, como en el caso del Caballo Blanco de Uffington, las zanjas se rellenan con un material de color más claro, normalmente creta (tiza), haciendo que la figura destaque con mayor intensidad. 
Las figuras de colina, realizadas en el pasado o en la actualidad, son características de Inglaterra y abundan en su territorio: el ya mencionado Caballo Blanco (la más antigua, y seguramente inspiradora de muchas figuras posteriores), las siluetas humanas de Cerne Abbas y Wilmington, otros grabados antiguos ya inexistentes o en vías de desaparecer, diversas insignias de unidades militares, obras de aficionados o incluso reclamos publicitarios.
Aunque no son propiamente figuras de colina, cabe mencionar también (como fenómeno contemporáneo relacionado y también típico de Inglaterra) a los cropcircles o círculos de los cereales, interpretados por estudiosos de los fenómenos paranormales como supuestos mensajes extraterrestres y que en realidad eran obra de bromistas.
- Datos: Q2918952
- Multimedia: Hill figures / Q2918952